# Kučerov
Kučerov (in tedesco Kutscherau) è un comune della Repubblica Ceca facente parte del distretto di Vyškov, in Moravia Meridionale.